# Muhammad al-Shafra
Muhammad Ibn Alí Ibn Faray al-Qirbiliäni (Crevillente, segunda mitad del siglo XIII - Granada, 1360), más conocido como Muhammad al-Shafra (de Shafra, bisturí en árabe), fue un médico-cirujano andalusí.

## Biografía
Nació en la localidad alicantina de Crevillente (denominada Qirbilyän cuando pertenecía al Reino de Murcia, de ahí su apodo al-Qirbiliäni) en la segunda mitad del siglo XIII (su año de nacimiento no se ha podido determinar de una forma exacta, aunque se estima cercano a 1270). Hijo del médico herbolario del pueblo, aprendió desde la infancia las bases de la curación y tratamiento por medio de las plantas de forma empírica.
Posteriormente se trasladó a Valencia para formarse en la teoría y la práctica de la medicina, cirugía y tratamiento de lesiones y fracturas, donde estudió con el médico Abd Al.lah Ibn Siräy. A requerimientos del rais de Crevillente regresó a ejercer el oficio de médico en su pueblo que, tras la conquista del Reino de Murcia por los castellanos hacia 1245 tuvo un estatus jurídico especial hasta 1318, convirtiéndose en el principal núcleo de población musulmán semiindependiente del este de España.
Su fama fue aumentando por toda la España musulmana, siendo solicitados sus servicios médicos por las principales familias de la nobleza y la realeza musulmana, debido a lo cual, y al creciente dominio cristiano, se trasladó a Granada. Después entró al servicio del sultán Naser, de Wadi As (Guadix), al que curó de una grave enfermedad y, según algunos autores (Casiri, Renaud) creó un jardín botánico en esta ciudad al servicio del sultán. 
A los cuarenta o cuarenta y cinco años, y debido al clima de inestabilidad política y militar de la España musulmana, se trasladó al norte de África, instalándose en la ciudad marroquí de Fez. Allí redactó varios manuscritos de medicina y cirugía, destacando el "Kitab al Istiqsa", un tratado sobre los tumores. De su obra se conservan tres manuscritos en la Real Biblioteca de Fez. 
Con más de ochenta años de edad, famoso y respetado, al-Shafra sintió añoranza por su tierra, por lo que regresó a la Península a finales de 1359, deteniéndose en Granada, donde murió el 6 de febrero de 1360.